# Søvn
Søvn er en regelmæssigt tilbagevendende tilstand af naturlig hvile, som muliggør restitution af krop og sind, samt hjernens lagring af nyligt indlærte ting.
Søvnprocessen er livsnødvendig for alle pattedyr og fugle. Det er stadig uklart, om andre dyr (fisk, reptiler og insekter) sover. Søvn er en fase af legemets døgnrytme, som er baseret på en ca. 24 timers cyklus. Behov for søvn er meget individuelt. Nogle voksne har brug for 8-9 timers søvn, mens andre kan klare sig med 5-6 timer. Børn har generelt brug for mere søvn end voksne. 
Søvnen har ikke altid varet 8 timer i træk. Tidligere har man opdelt søvnen i 4 timer to gange dagligt. Der er fx fundet mindst 500 historiske tekster af Roger Ekirch på, at mennesker før den industrielle revolution, har sovet af to omgange i døgnet; fra skumring til et tidspunkt i natten og brugtes tiden til at bede til gud, ryge eller have sex. Og man er herefter gået i seng igen og stået op ved morgengry.
Søvnen deles op i forskellige faser, som afløser hinanden: døs, let søvn, slow-wave søvn (dyb søvn) og deltasøvn (dybeste del). Hvis man sover 8 timer i døgnet, består søvnen typisk af 2 timers dyb søvn, 2 timers REM søvn og 4 timers let søvn. Perioderne afløser hinanden i faser på ca. 1½ times varighed. I REM faserne er der voldsom aktivitet i hjernen, og der drømmes mere end i andre faser.
Der er to former for søvnkvalitet. Den ene er den subjektive del som er følelsen af være udhvilet og har haft en god nattesøvn.
En søvncyklus foregår over 5 stadier, som gentages ca. 4-5 gange i løbet af natten. Ved første stadie sover man meget let, og har let ved at vågne, og hvis man vågner i det her stadie, vil man tro, at man slet ikke har sovet. Herefter kommer man til næste stadie, som gør at man stadig sover let, men alligevel en smule tungere. I dette stadie vågner man sjældent spontant. Efter en halv time kommer man til tredje stadie, hvor man nu sover tungt. Her falder hjerneaktiviteten og hjertefrekvens. I det her stadie har man ingen drømme, og man er svær at vække op fra søvnen. Det er her, at kroppen genopbygger sig. I det næste stadie er det rem-søvnen. Det er her, at man drømmer og ens hjerne er lige så aktiv, som hvis man havde været vågen. Man husker ofte drømme man har lige haft, når man vågner. En cyklus tager 90-110 minutter.
Den objektive søvnkvalitet har man ved at måle de forskellige søvnstadier. Man ser især på hvor meget man befinder sig i dyb søvn og antallet af opvågninger i løbet af natten.
I øjeblikket omkring man falder i søvn kan der forekomme små ryk i kroppen kaldet søvnryk.

## Formål
Formålet med søvn er at give hvile, mens kroppen genopbygges og hjernen bearbejder dagens indtryk som gemmes i hukommelsen. Der findes flere hypoteser om, hvorfor søvn er så vigtig. Én af dem er, at hjernen har brug for at være offline, for at være frisk til at lagre information, når vi er vågne. En anden hypotese er, at søvnen fjerner affaldsstoffer fra hjernen. Hvis de ikke fjernes ophobes de, og kan øge risikoen for forskellige sygdomme. Uanset forklaringen er der dog ingen tvivl om, at søvn er vigtigt.

## Fysiologi
De mest udtalte fysiologiske ændringer i søvn forekommer i hjernen. Hjernen bruger markant mindre energi under søvn end den gør, når den er vågen, især under ikke-REM-søvn. I områder med nedsat aktivitet gendanner hjernen sin forsyning med adenosintrifosfat (ATP), molekylet, der bruges til kortvarig opbevaring og transport af energi.

## REM-søvn
REM-søvnen er en af de fire søvnfaser, man kommer igennem hver nat. Den har en helt afgørende betydning for søvnens kvalitet.
Udtrykket REM er en forkortelse for “rapid eye movement”. Det er opstået fordi øjnene bevæger sig hurtigt under denne søvnfase. Her drømmer man og vores hjerneaktivitet er forhøjet.
Man befinder sig i REM-søvnen flere gange i løbet af en nat, og første gang kommer typisk efter man har sovet i 90 minutter. REM- søvnen varer mellem 10 minutter og en time ad gangen.
Fordi hjernen er meget aktiv, sover man meget let i denne fase - det er også derfor, at man tit vågner midt i en drøm.

## Manglende søvn
Konsekvenserne af manglende eller dårlig søvn, kan godt være til at overskue hvis ikke det foregår over en længere periode. Men hvis man kommer i søvnunderskud over længere tid, kan det få alvorlige konsekvenser for den fysiske og mentale sundhed.
Manglende søvn over en længere periode kan nedsætte immunforsvaret og øge risikoen for; infektioner, lavere metabolisme, overvægt, diabetes 2, irritabelt humør, koncentrationsbesvær, psykiske sygdomme (fx depression og angst), hjerteproblemer, fremskynde udviklingen af Alzheimers - og i sin yderste konsekvens forårsage en for tidlig død.
For børn kan manglende søvn have en negativ konsekvens for barnets udvikling og hvis der er tale om søvnbesvær hos barnet, kan det være hensigtsmæssigt at iværksætte visse tiltag for at forbedre søvnen. Det kan være nedgearing før sengetid, mindske stimuli i løbet af dagen, massage og tryk på led og muskler eller introduktion af en tyngdedyne, som dæmper barnets motoriske uro og giver lettere indsovning og færre opvågninger i løbet af natten.

## Eksterne henvsninger
- Videnskab.dks tværvidenskabelige tema om Søvn Arkiveret 24. juli 2009 hos  Wayback Machine
- Kristoffer Frøkjær-Jensen, Marie Hougaard m.fl. (28. januar 2014). "Videnskabens Verden: Søvn vasker op i hjernen". Videnskabens Verden, DR P1.